# Lista de supercentenários norte-irlandeses
Esta lista inclui supercentenários norte-irlandeses (pessoas da Irlanda do Norte que tenham atingido a idade de pelo menos 110 anos), cuja expectativa de vida tem sido verificada por um organismo internacional que trata especificamente a pesquisa da longevidade, o Gerontology Research Group (GRG). Houve dois supercentenários verificadas a partir de Irlanda do Norte. A pessoa mais velha a morrer na Irlanda do Norte foi Elizabeth Watkins aos 111 anos e 327 dias. A pessoa mais velha nascida na Irlanda do Norte foi Annie Scott, que morreu aos 113 anos e 37 dias na Escócia.

## Supercentenários norte-irlandeses
| Classificação | Nome              | Sexo | Data de nascimento    | Data de Falecimento    | Idade               |
| ------------- | ----------------- | ---- | --------------------- | ---------------------- | ------------------- |
|               | Florence Lytle    | F    | 16 de janeiro de 1887 | 11 de janeiro de 1998  | 110 anos e 360 dias |
| 1             | Elizabeth Watkins | F    | 10 de março de 1863   | 31 de outubro de 1973  | 110 anos e 235 dias |
| 2             | Elizabeth Yensen  | F    | 25 de julho de 1895   | 04 de dezembro de 2005 | 110 anos e 132 dias |

### Supercentenários emigrantes norte-irlandeses
| Classificação | Nome            | Sexo | Data de nascimento  | Data de morte         | Idade               |
| ------------- | --------------- | ---- | ------------------- | --------------------- | ------------------- |
| 1             | Annie Scott     | F    | 15 de março de 1883 | 21 de abril de 1996   | 113 anos e 37 dias  |
|               | Jane Webster    | F    | 17 de abril de 1906 | Pessoa viva           | 118 anos e 337 dias |
|               | Henrietta Irwin | F    | 27 de maio de 1906  | Pessoa viva           | 118 anos e 297 dias |
| 2             | Ellen Green     | F    | 19 de julho de 1878 | 4 de dezembro de 1988 | 110 anos e 138 dias |